# James Alexander Walker
James Alexander Walker (Calcutta, 1831 - Parijs, 24 december 1898) was een Brits kunstschilder.

## Biografie
James Alexander Walker was van Franse afkomst. Hij schilderde voornamelijk militaire taferelen.

## Galerij

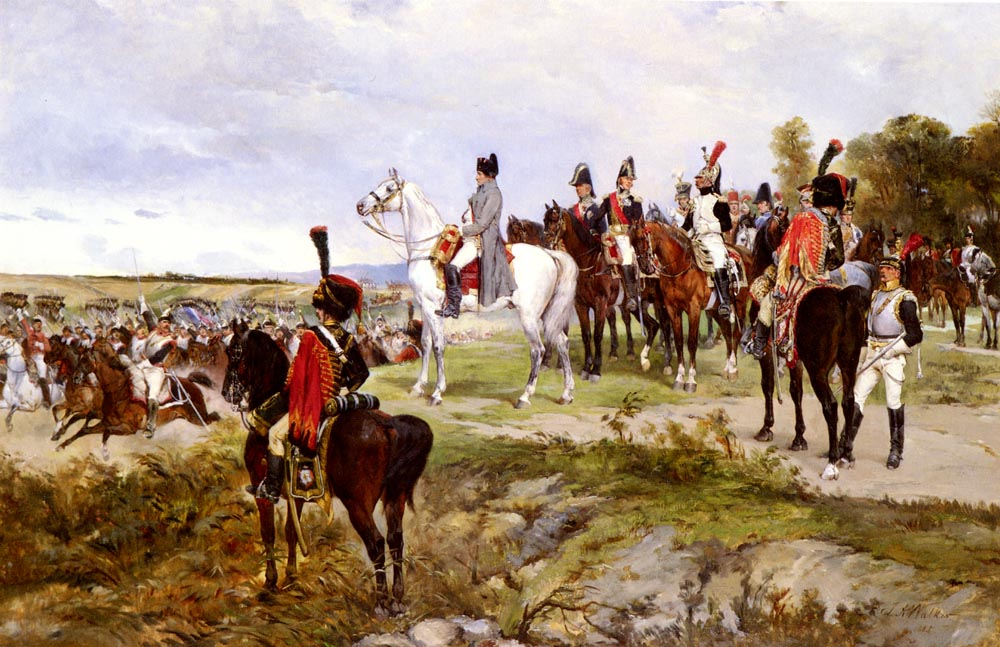
Napoleon Bonaparte tijdens de Slag bij Friedland, 1807.
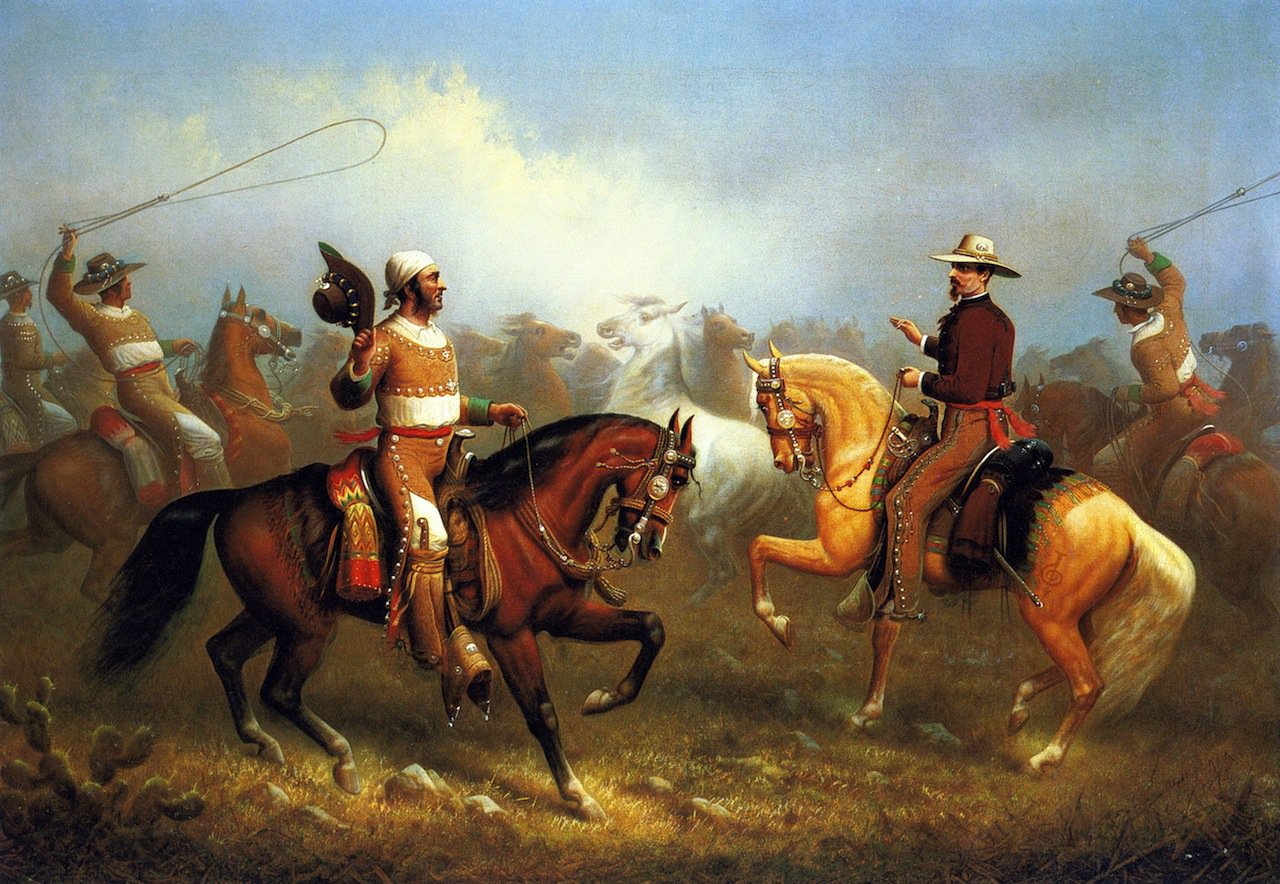
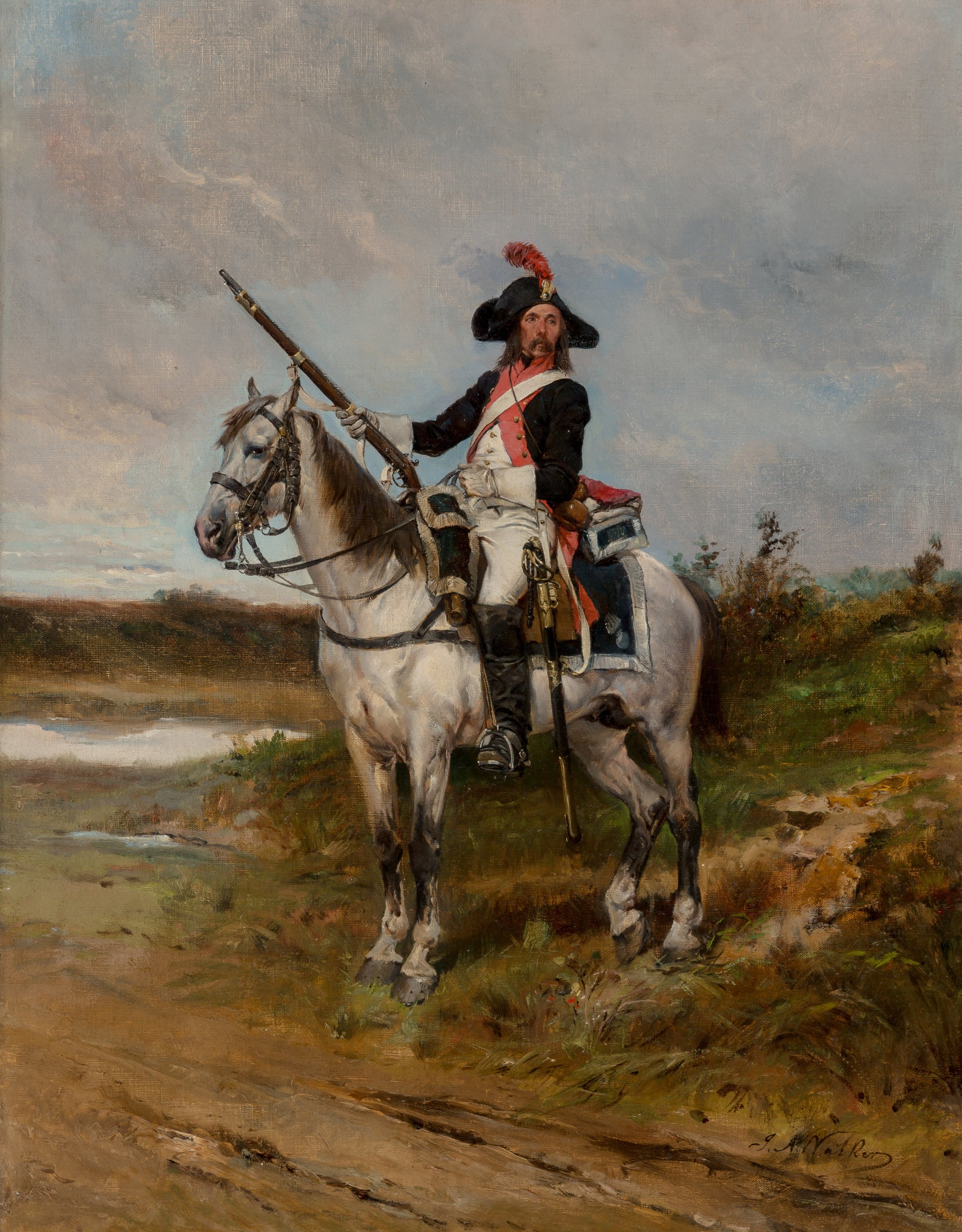
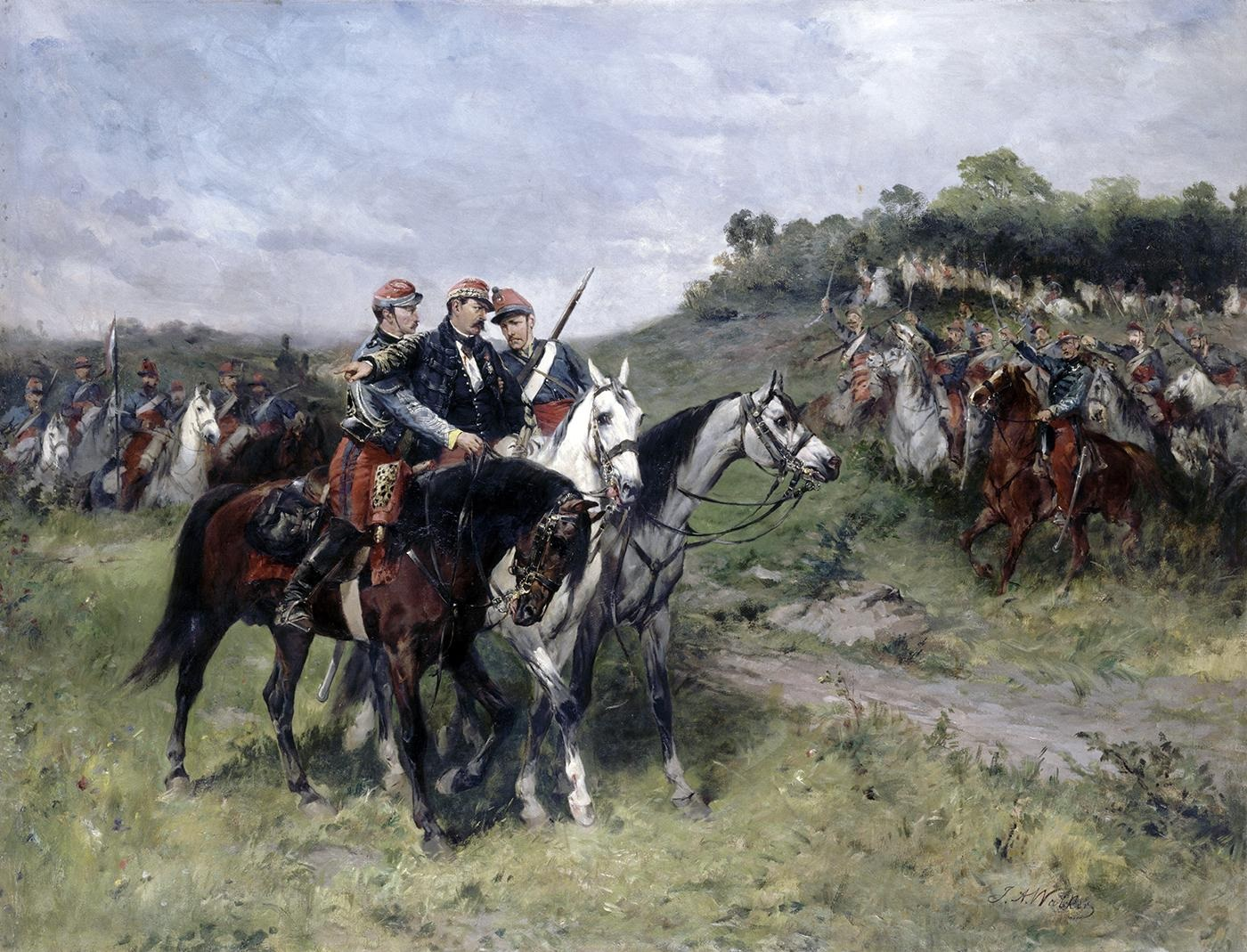
Generaal Margueritte dodelijk gewond in Floing tijdens de Slag bij Sedan, 1 september 1870.

- Bibliothèque nationale de France: cb149605942 (data)
- International Standard Name Identifier: 0000 0000 0186 9673
- RKD-Nederlands Instituut voor Kunstgeschiedenis: 82603
- Union List of Artist Names: 500026907
- Virtual International Authority File: 95847804